# Малов, Михаил Семёнович
Малов, Михаил Семёнович (1 марта 1914 — 8 июля 1943) — капитан, командир эскадрильи 800-го штурмового авиационного полка, Герой Советского Союза (посмертно).

## Биография
Родился 1 марта 1914 года в деревне Нефедиха (по другой информации — в Нижнем Новгороде) в семье крестьянина. В 1915 году, когда отца призвали в действующую армию, мать с детьми переехала в село Семьяны. Окончил 4 класса начальной школы. В 1931 году уехал к старшему брату в Балахну, где поступил в школу ФЗУ. По её окончании работал столяром, шофёром, бухгалтером.
В Красной Армии с 1936 года. Окончил школу стрелков-радистов в 1937 году. За участие в оказании интернациональной помощи китайскому народу в борьбе с японскими агрессорами в 1937—1938 был награжден орденом Красного знамени в 1938 г, совершил 27 боевых вылетов. Окончил Сталинградское военно-авиационное училище лётчиков в 1940 году. Член ВКП(б) с 1941 года.
На фронтах Великой Отечественной войны с июня 1941. Командир эскадрильи 800-го штурмового авиационного полка (292-я штурмовая авиационная дивизия, 1-й штурмовой авиационный корпус, 2-я воздушная армия, Воронежский фронт), капитан. К июлю 1943 года совершил 80 боевых вылетов на штурмовку важных объектов, скоплений живой силы и техники противника. На аэродромах и в воздушных боях уничтожил 12 вражеских самолётов. Погиб в бою 8 июля 1943 года.
Звание Героя Советского Союза присвоено 28 сентября 1943 посмертно.

## Награды
Награждён медалью Золотая звезда,орденом Ленина в 1943 - посмертно, двумя орденами Красного Знамени в 1938 и 1942 гг, орденом Отечественной войны 1 степени в 1943 году.

## Память
- В городе Новый Оскол Белгородской области, где похоронен Малов, его именем названа улица.
- В посёлке Воротынец установлен обелиск (в 2010 г. установлен бюст), именем Героя названа улица.
- На территории Семьянской средней школы установлен мемориал (с 03.11.23 временно демонтирован, отправлен на реставрацию).